# Аутентична радикална либерална партија
Аутентична радикална либерална партија (шп. Partido Liberal Radical Auténtico, PLRA) либерална је политичка партија у Парагвају. Главна је опозциона партија владајућој партији Колорадо од пада диктатуре Алфреда Стреснера 1989. године.
На председничким изборима 2008. ПЛРА је остварила победу над партијом Колорадо, по први пут након 61 године када је њен кандидат Фернандо Луго победио на изборима. Луго је поднео оставку на место председника након што је изгласан његов опозив 2012. године. Партија тренутно има 27 од 80 посланичких места у парламенту Парагваја.